# Westland Verstandig
Westland Verstandig is een lokale politieke partij in de gemeente Westland, opgericht op 23 november 2009. De partij komt voort uit het actiecomité Westland Verstandig, dat zich verzette tegen plannen voor een te duur en te groot gemeentehuis, en pleitte voor een betere verdeling van gelden over de elf kernen van Westland.
De eerste partijvoorzitter was Corrie Stolk. Toen zij na de verkiezingen in de gemeenteraad zitting nam volgde Gerrit Zavaros haar op als partijvoorzitter. De partij deed in maart 2010 voor het eerst mee aan de lokale verkiezingen met als lijsttrekker Jan Bogaard en won direct 4 zetels. Bij de coalitiebesprekingen ontstond een coalitie waarin Westland Verstandig samen met het CDA en GemeenteBelang Westland de wethouders leverde. Jan Bogaard werd daarmee de eerste wethouder van Westland Verstandig. Peter Duijsens volgde hem op als fractievoorzitter.
In november 2012 stapte Jan Bogaard op als wethouder, en stapte Westland Verstandig uit de coalitie. Westland Verstandig en Lokaal en Onafhankelijk 2.0 (afsplitsing van GemeenteBelang Westland) zijn sinds de verkiezingen van 2014 samengegaan. In 2018 behaalde de partij acht zetels.

## Verkiezingsuitslagen
| Verkiezing      | 2010 | 2014 | 2018 | 2022 |
| --------------- | ---- | ---- | ---- | ---- |
| Behaalde zetels | 4    | 7    | 8    | 11   |